# Anasztaszija Andrejevna Miszkina
Anasztaszija Andrejevna Miszkina (oroszul: Анастасия Андреевна Мыскина; Moszkva, 1981. július 8. –) orosz teniszezőnő. 1998-ban kezdte profi pályafutását, eddigi karrierje során tíz egyéni és öt páros WTA-tornát nyert meg. Legjobb egyéni világranglista-helyezése második volt, ezt 2004 szeptemberében érte el. Egy egyéni Grand Slam-győzelmet jegyez, melyet honfitársa Jelena Gyementyjeva legyőzésével szerzett a 2004-es Roland Garros döntőjében.
Bár hivatalosan nem vonult vissza, utolsó mérkőzését a 2007-es Roland Garroson játszotta. 2018-ban Margarita Gaszparjan edzője. 2014–2018 között Oroszország Fed-kupa-csapatának edzője volt, 2015-ben Oroszország válogatottja az ő vezetése mellett nyerte meg a Fed-kupát. 2018-ban három fiúgyermek édesanyja, az orosz teniszszövetség alkalmazottja.

## Eredményei Grand Slam-tornákon

### Egyéniben
| Torna           | 2007   | 2006   | 2005   | 2004   | 2003   | 2002   | 2001   | 2000   | 1999   |
| --------------- | ------ | ------ | ------ | ------ | ------ | ------ | ------ | ------ | ------ |
| Australian Open | -      | 4. kör | 4. kör | 1/4D   | 1/4D   | 2. kör | -      | -      | -      |
| Roland Garros   | 1. kör | 4. kör | 1. kör | Gy     | 2. kör | 1. kör | 1. kör | 1. kör | -      |
| Wimbledon       | -      | 1/4D   | 1/4D   | 3. kör | 4. kör | 3. kör | 2. kör | 3. kör | -      |
| US Open         | -      | 1. kör | 3. kör | 2. kör | 1/4D   | 3. kör | 1. kör | 1. kör | 2. kör |

## Év végi világranglista-helyezései
| Év       | 1995 | 1996 | 1997 | 1998 | 1999 | 2000 | 2001 | 2002 | 2003 | 2004 | 2005 | 2006 | 2007 |
| Helyezés | 920  | 818  | 622  | 293  | 65   | 58   | 59   | 11   | 7    | 3    | 14   | 16   | 1065 |